# Clima do Paraná

Mapa climático do Paraná

O clima do Paraná encontra-se dividido em tropical, subtropical e temperado oceânico. O clima tropical ocorre na bacia do Paraná e no litoral. A distribuição das precipitações pluviométricas é grande o ano inteiro e as chuvas alcançam 3 000 mm por ano no sopé da serra do Mar. As médias térmicas ao ano estão acima de 20 °C. Na parte norte-ocidental do território estadual, na direção setentrional do Trópico de Capricórnio, o clima dominante é o tropical de altitude. Os verões são chovediços e cálidos e os invernos não são chuvosos. O índice pluviométrico anual atinge 1 300 mm e a média térmica é de 20 °C por ano.
O subtropical Cfa com verões cálidos, grande distribuição de chuvas, as quais chegam a 1 500 mm anuais, e média térmica de 19 °C por ano. É o clima das terras médias e das planícies. O temperado oceânico Cfb, com verões suaves, possui grande distribuição anual de chuvas (1 200 mm) e médias térmicas por volta dos 17 °C por ano. Aparece nas regiões de maior elevação: planalto cristalino, porções de maior altitude da serra Geral, como Palmas e Guarapuava.
Durante o inverno, acontecem geadas no estado inteiro. No litoral e no vale do rio Paraná elas não são muito frequentes e não atingem cinco dias anuais. Mas na parte meridional e nas regiões planálticas de maior elevação, são registrados cerca de dez dias de geadas por janeiro. Nesses lugares possivelmente até neva.

## Visão geral
A maioria do território paranaense está situada na região de clima subtropical, onde temperaturas suaves são dominantes.
Não obstante o enquadramento das isotermas dentre as menos elevadas do Brasil, diversas vezes as temperaturas absolutas são muito contrastantes. As máximas possivelmente atingem 40 °C por ano (Norte, Oeste, Vale do Ribeira e Litoral) e as mínimas, nos planaltos e nas serras, apresentam, com frequência, temperaturas inferiores a zero grau (Palmas -16.5 °C em 1975).
Na maioria da parte do território do estado do Paraná, as temperaturas oscilam de 12 °C a 13 °C por ano, menos o litoral, em que as temperaturas percorrem em volta entre 8 °C e 9 °C.
O estado paranaense não tem uma estiagem de grande nitidez. As isoietas apresentam média chuvosa de 1 200 mm a 1 900 mm por ano. As mais grandes aparecem no litoral, ao lado das serras, nos planaltos centro-meridionais e do orientais do Paraná.
E por curiosidade, a cidade de Londrina, foi considerada pelo SIMEPAR, a cidade mais chuvosa do Paraná em novembro de 2015, quando choveu um acumulado de mais de 300 milímetros.

## Tipos climáticos
Segundo a classificação do clima de Maack, com base no sistema de Köppen, no estado de Paraná o clima dominante é do tipo C (Mesotérmico) e, depois, o clima do tipo A (Tropical Chuvoso), que dividem-se da seguinte forma:
- Af - Clima tropical (superúmido): com média do mês mais cálido acima de 22 °C e do mês mais gelado a 18 °C, isento de estiagem e sem geadas. Ocorre no Litoral paranaense inteiro e na enconsta leste da Serra do Mar.[5]
- Cfb - Clima temperado oceânico (mesotérmico): com média do mês mais cálido abaixo de 22 °C e do mês mais gelado abaixo de 18 °C, isento de estiagem, verão suave e geadas rigorosas com frequência exagerada. Está espalhado pelas terras de maior elevação dos planaltos e das serras (planaltos cristalino, paleozoico e basáltico).[5]
- Cfa - Clima subtropical úmido (mesotérmico): com média do mês mais cálido acima de 22 °C e do mês mais gelado abaixo de 18 °C, isento de estiagem nítida, verão cálido e menor frequência de geadas. Está espalhado pelo norte, noroeste, oeste e sudoeste do estado inteiro, pelo vale do rio Ribeira, pela encosta leste da Serra do Mar e pelo litoral (embora as gedas sejam isentas nessa região).[7]

|                           |  |                                           |
| Mapa climático do Paraná. |  | Curitiba é a capital mais fria do Brasil. |

## Massas de ar

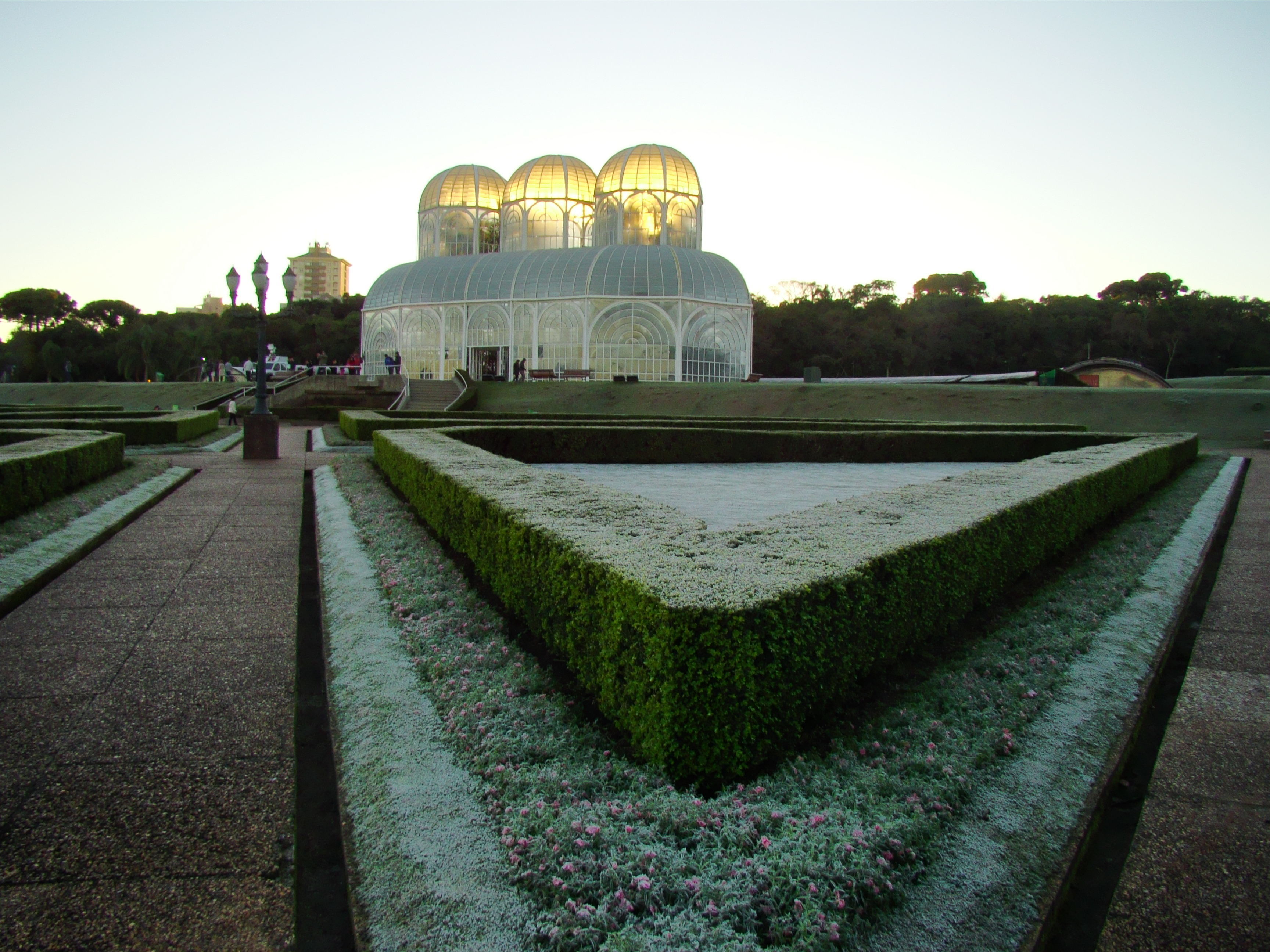
Geada no Jardim Botânico de Curitiba em 24 de julho de 2013, um dia após ocorrer uma nevada na cidade.

A massa de ar polar é originária das águas subantárticas e dirige-se à América do Sul por meio do Chile e da Argentina. Está subdividido em ambos tipos: Polar continental e Polar marítima.
A Polar continental (mais seca) entra nos estados do Sul do Brasil, especialmente entre o outono e o inverno. Faz com que aconteçam geadas e é responsável pelos típicos dias de sol dessa época do ano.
A Polar marítima (mais úmida) chega ao Brasil meridional pelo litoral, exercendo influência em cima da costa, das regiões serranas das áreas planálticas vizinhas. Essa massa faz a temperatura cair rapidamente, tempo ruim, esfriamento chuvoso e muita chuva, como é o exemplo da região de Curitiba.
As massas de ar frio são acentuadas no inverno, causando "ondas de frio", que formam geadas e e fazem cair neve.
A massa de ar tropical continental é originária do Chaco Paraguaio, entrando pelo Paraná no lado sudoeste brasileiro. Vai se alargando especialmente no verão, provocando "tormentas", que, em uma grande quantidade de vezes, acompanham-se de granizo.
A massa de ar tropical marítima vai se formando em cima do oceano Atlântico, movendo o ar em direção ao continente. Ao achar a barreira da Serra do Mar, provoca chuvas orográficas cujos maiores índices chuvosos acontecem no verão.
A massa de ar equatorial continental vai se formando no sertão da América do Sul, em toda a Planície Amazônica. Dirige-se pelo Planalto Central do Brasil, alcançando, no verão, as regiões ocidental e setentrional do Paraná.

## Precipitações de inverno
Em determinadas épocas do ano, em especial no inverno e mais frequentes nas áreas de maior altitude, ocorrem quedas de neve e chuva congelada. O fenômeno é raramente visto na região de Curitiba.
A região de Palmas, no extremo sul do Estado, a 1090 metros de altitude, é a região paranaense onde as precipitações de inverno ocorrem com maior frequência. Entretanto, precipitações com acúmulos no solo são raras. Em outros municípios paranaenses, o fenômeno ocorre com menor frequência, mas dificilmente ficam uma década inteira sem presenciá-lo, como Guarapuava, Cruz Machado, Inácio Martins, General Carneiro, União da Vitória, Clevelândia, Pato Branco, São Mateus do Sul e Rio Negro. Em outros municípios paranaenses, a neve também já foi registrada, embora com uma frequência bem mais rara, como Ponta Grossa, Carambeí, Castro, Pitanga, Toledo, Campo Mourão e Curitiba, onde oficialmente a precipitação de neve ocorreu em 1889, 1892, 1912, 1928, 1943, 1955, 1957, 1963, 1975, 1979, 1981 (neve granular em pontos isolados, relatados na mídia impressa local) e 2013.
Há registros de ocorrências extremamente raras como a neve de 1942 nos municípios de Jaguariaíva e Antonina. Há relatos da ocorrência do fenômeno também no norte do Estado, em 1965, na Serra do Mulato, na região de Ortigueira, e também em cidades como Apucarana, Arapongas e Maringá. Em 1955 e 1965 na zona rural do município de Ibaiti, norte pioneiro do Paraná, cidade que fica a 850 metros de altitude. A cidade de Foz do Iguaçu, que, a pouco mais de 150 metros do nível do mar, registrou o fenômeno em 1975.

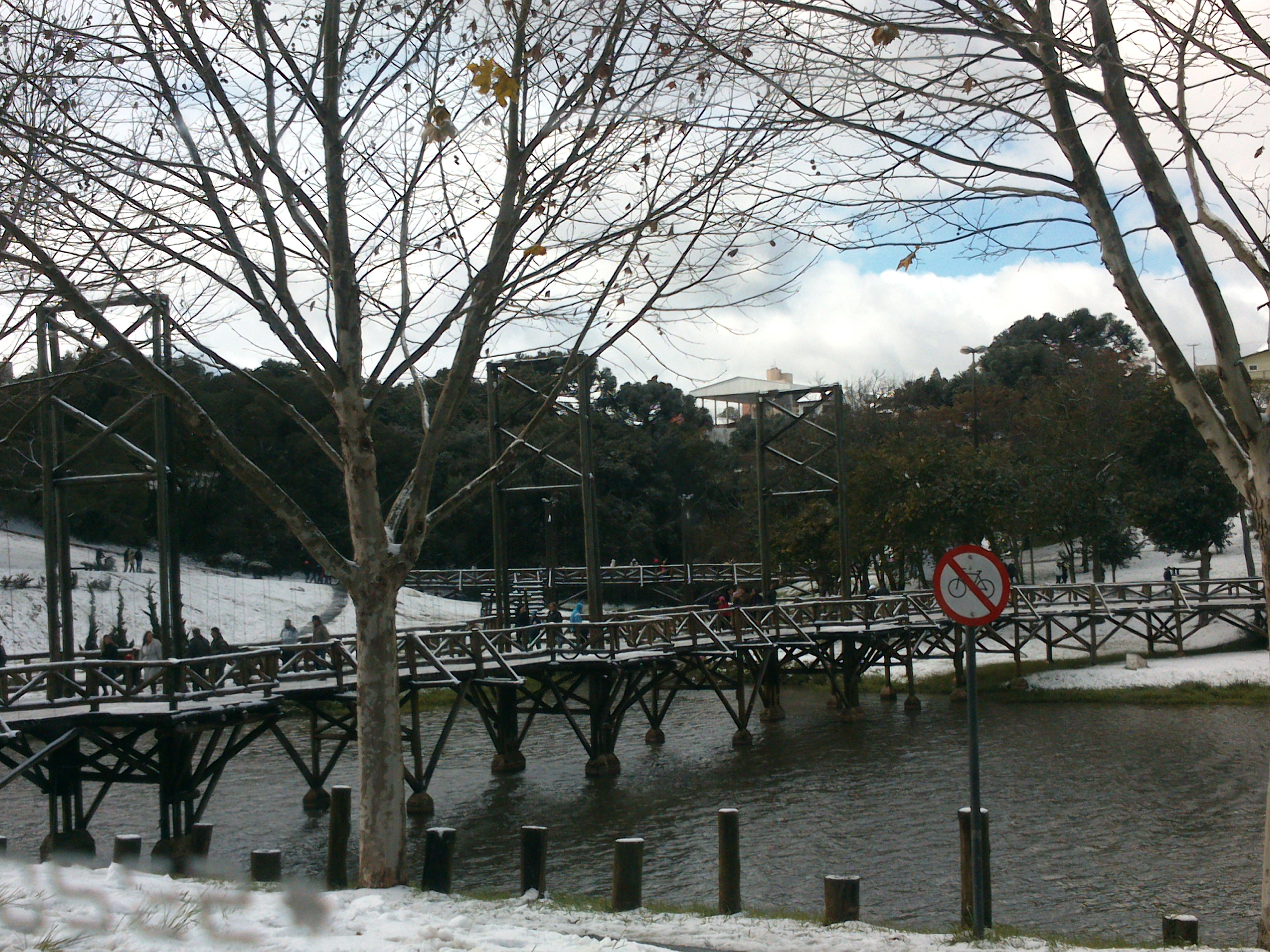
Neve na cidade de Guarapuava em 2013.

No inicio da noite do dia 22 de julho de 2013 nevou no município de Guarapuava, acumulando neve nas ruas e telhados. Alguns outros municípios paranaenses também obtiveram precipitação dos flocos como Cruz Machado, Pinhão, União da Vitória, Lapa, São Mateus do Sul, Toledo, Palmas, Paula Freitas e Irati. No dia 23 de julho de 2013 várias cidades do Paraná também registraram neve, dentre elas Ponta Grossa e Curitiba. O fenômeno natural voltou a ocorrer em Curitiba nas primeiras horas da manhã, nevando com mais intensidade em bairros como Campo Comprido, Ecoville, Umbará, Xaxim e Cidade Industrial. A data também é digna de nota por ter registrado uma das menores máximas da história da Capital paranaense, com apenas 5,2 °C. Em 2010, Curitiba havia registrado máxima de 6,3 °C, mas sem registro de neve. No evento de 2013, Maringá, município cruzado pelo Trópico de Capricórnio, registrou chuva congelada; ao todo, contabilizou-se 32 municípios no Paraná com a ocorrência de neve e/ou chuva congelada.
No município de Palmas, área situada acima de 1000 metros, a frequência anual de dias de neve oscila entre um dia (na cidade de Palmas e em grande parte do planalto), e dois dias (no distrito de Horizonte, a 1350 metros), sendo portanto, considerada a área mais nivosa do Paraná. A segunda área mais nivosa do estado é composta pelas regiões de Guarapuava (1150 metros e 1 dia de neve a cada 4/5 anos) e de Inácio Martins (1100 metros e 1 dia de neve a cada 3/4 anos), localizadas respectivamente no Terceiro e Segundo Planaltos, e registrando 0,4 a 0,7 dias de neve ao ano.